# Ettelbruck
Ettelbruck (luxemburguès Ettelbréck, alemany Ettelbrück) és una comuna i vila al nord-est de Luxemburg, que forma part del cantó de Diekirch. Limita amb els municipis de Schieren, Erpeldange i Feulen i comprèn les viles d'Ettelbruck, Grentzingen i Warken.
A la ciutat es troba l'estadi Am Deich amb capacitat per a 2.020 espectadors i on juga l'equip de Football Club Etzella Ettelbruck.

## Població
| Nacionalitat   | Població | %      |
| -------------- | -------- | ------ |
| Luxemburguesos | 4.389    | 59,76% |
| Forasters      | 2.955    | 40,24% |
| - portuguesos  | 1.611    | 21,94% |
| - francesos    | 159      | 2,17%  |
| - italians     | 274      | 3,73%  |
| - belgues      | 142      | 1,93%  |
| - alemanys     | 106      | 1,44%  |
| - iugoslaus    | 236      | 3,21%  |
| - altres       | 427      | 5,81%  |

## Evolució demogràfica
| Any        | Població |
| ---------- | -------- |
| 15/02/2001 | 7.344    |
| 01/01/2002 | 7.340    |
| 01/01/2003 | 7.282    |
| 01/01/2004 | 7.326    |
| 01/01/2005 | 7.364    |